# Kapitol-Komplex in Chandigarh
Der Kapitol-Komplex in Chandigarh ist der Regierungssitz der gemeinsamen Hauptstadt der heutigen indischen Bundesstaaten Punjab und Haryana. Er wurde vom französisch-schweizerischen Architekten Le Corbusier in den 1950er Jahren entworfen und realisiert. Einige Teile seines ursprünglichen Plans wurden erst nach seinem Tod (1965) vervollständigt. Im Jahr 2016 wurde der Regierungskomplex zusammen mit weiteren 16 seiner weltweit verstreuten Bauten in die Liste des UNESCO-Welterbes aufgenommen. Andere Bauten von Le Corbusier und seinen Mitarbeitern Maxwell Fry, Jane Drew und Pierre Jeanneret, die zeitgleich in Chandigarh entstanden, wurden bislang nicht in die UNESCO-Liste aufgenommen worden.

## Geschichtlicher Hintergrund

Indischer Teil des Punjab (1951–1966)

Nach der Unabhängigkeit und Teilung Indiens im Jahr 1947 lag Lahore, die alte Hauptstadt des Punjab in Pakistan; lediglich der kleinere Teil der fruchtbaren Region blieb indisch. Da der indische Bundesstaat dadurch über keine Hauptstadt mehr verfügte, wurde ein Dorf namens Chandigarh als Platz für die Neugründung ausgewählt. Internationale Architektenteams wirkten bei der Planung und Bauausführung entscheidend mit. Das Team um Le Corbusier, Maxwell Fry, Jane Drew und Pierre Jeanneret arbeitete ab 1951 an der Planung und Ausführung der Stadt. Le Corbusier war allein für die Planung des Kapitol-Komplexes am nordöstlichen Rand der Stadt federführend.
Siehe auch: Chandigarh (Geschichte)

## Architektur

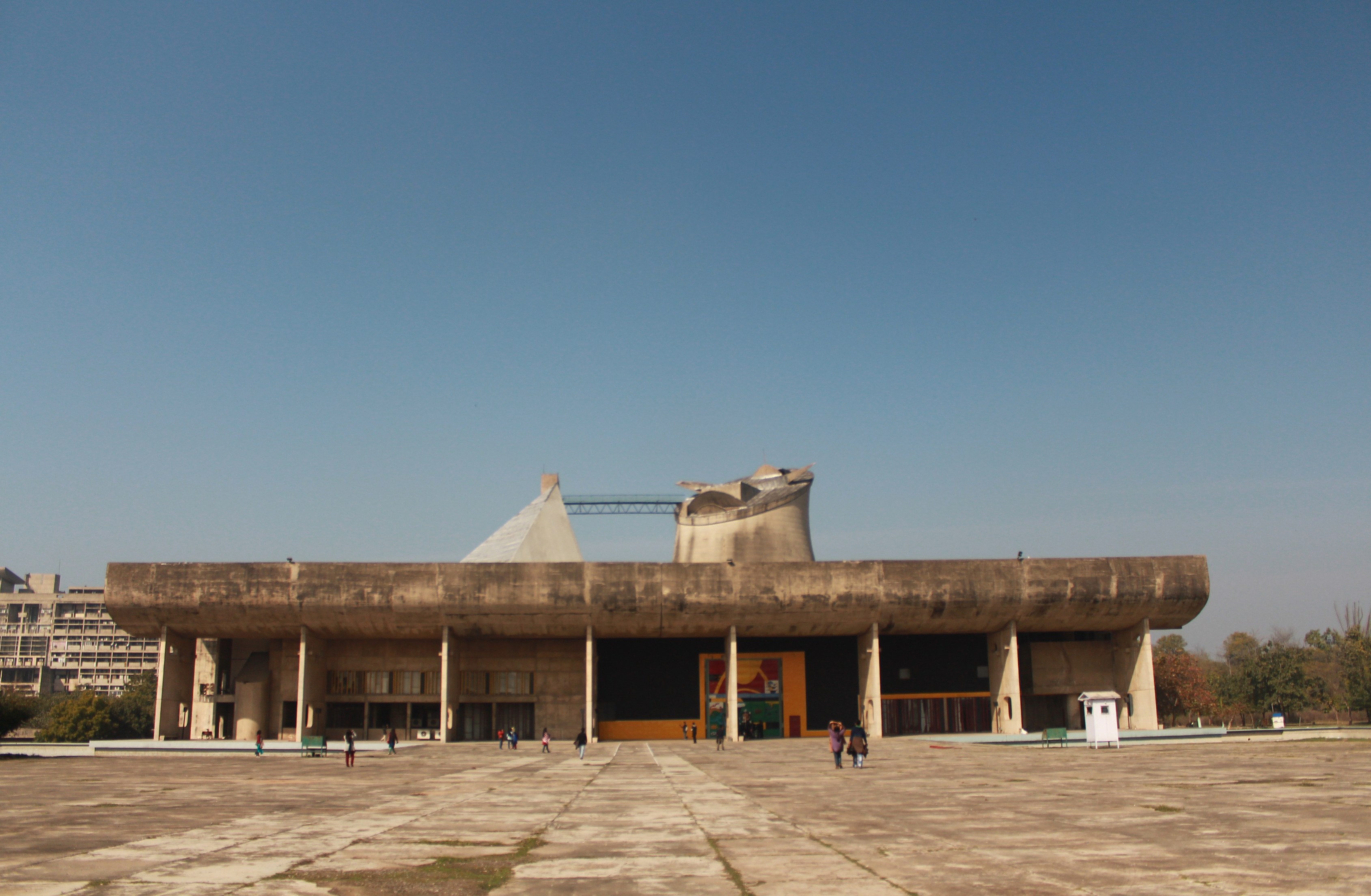
Parlamentsgebäude Hauptseite 1952–1963

Der Kapitol-Komplex vereint Architektur und Skulptur. Von den ursprünglich vier geplanten Gebäuden des Komplexes wurden bis auf den Gouverneurspalast alle umgesetzt.
Kennzeichen der Bauten Le Corbusiers, bei der sein Mitarbeiter Iannis Xenakis als Entwerfer wesentlich beteiligt war, ist der organisch-skulpturale Stil, der bei allen drei Gebäuden deutlich wird. Zudem sind die geometrischen Formen der Gebäudeteile besonders gut an die Funktionen der Gebäude angepasst. Alle Gebäude besitzen mindestens an einer Fassade den für Le Corbusiers typischen Sonnenschutz (brise-soleil) und sind in Sichtbeton ausgeführt.

### Parlamentsgebäude
Das Parlamentsgebäude wurde von 1952 bis 1963 auf einem quadratischen Grundriss erbaut. Es bietet Platz für die beiden Kammern (Ober- und Unterhaus).

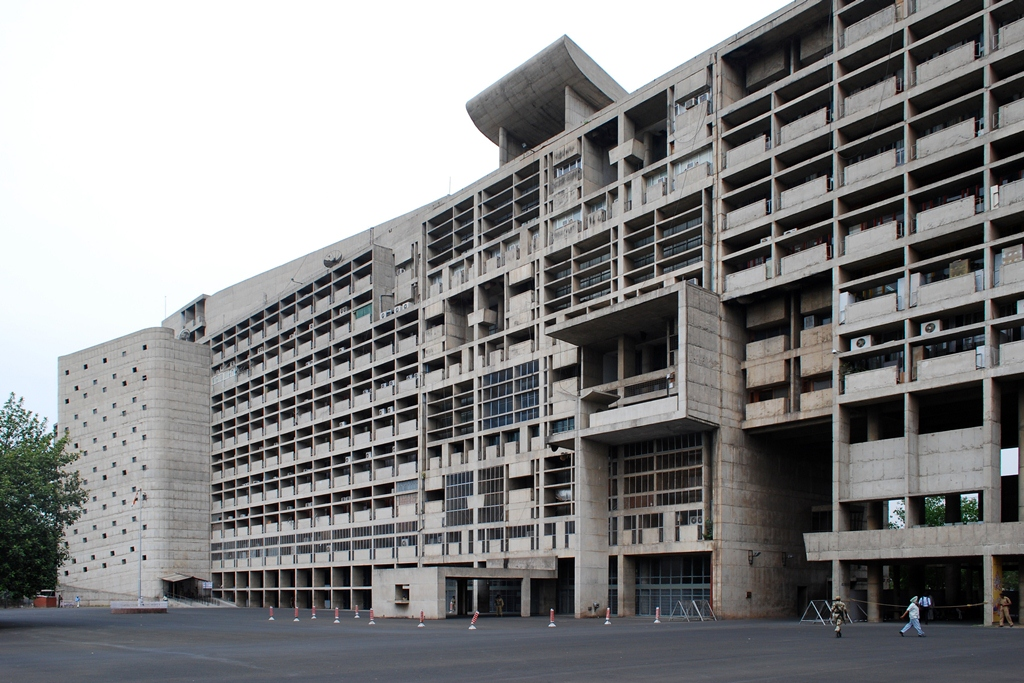
Regierungsgebäude Sekretariat 1952–1958

### Sekretariatsgebäude
Das Sekretariat ist das Verwaltungsgebäude der einzelnen Ministerien. Es wurde auf einem langgezogenen Grundriss von 1952–1958 errichtet. Es ist 254 m lang und 42 m hoch. Hier arbeiten etwa 3000 Angestellte der Regierung.

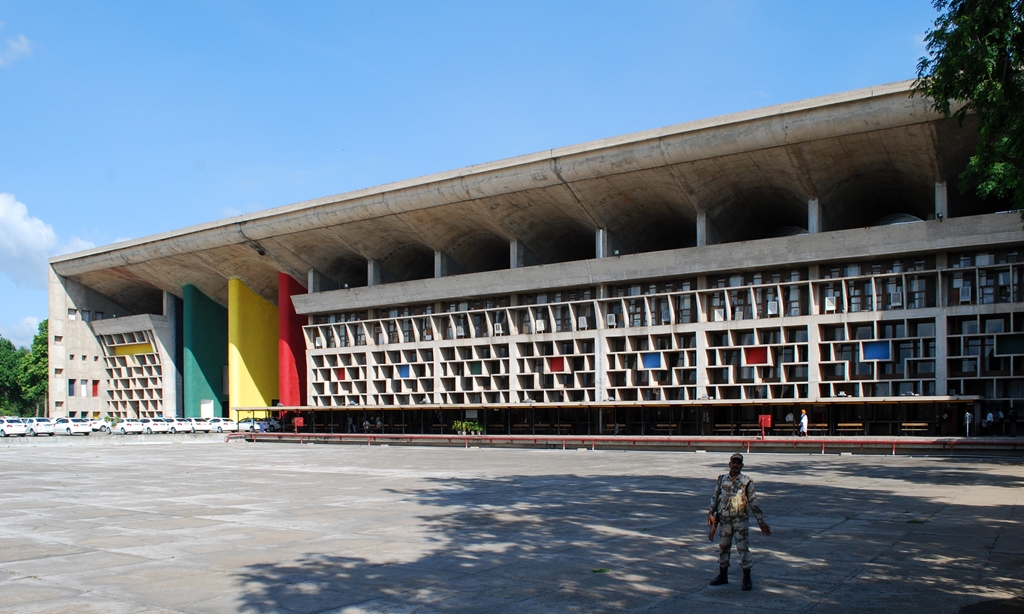
Justizpalast 1952–1956

### Justizpalast
Gegenüberliegend auf der anderen Seite des großen Platzes befindet sich der Justizpalast mit neun Gerichtsräumen. Er wurde von 1952 bis 1956 auf einem L-förmigen Grundriss errichtet. Markant sind hier vor allem die drei großen, farbigen Stützen am Eingang zum Platz. Bis 1962 waren sie nicht farbig gefasst, sondern nur weiß gestrichen. Als farbige Steigerung gegenüber dem Parlament wurden sie jedoch, auf Le Corbusiers Wunsch hin, bunt gestrichen.

### Gouverneurspalast
Dieses Projekt, "sollte als pyramidenförmige Masse direkt gegen die Silhouette des Himalaya an der Spitze der Hauptstadt Chandigarh platziert werden. Indem Le Corbusier den Palast als "Krone der Hauptstadt" präsentierte, betonte er seine Funktion als symbolischer Mittelpunkt der Stadt. Seine Position am Rand von Chandigarh sollte, wie die ägyptischen Pyramiden, die Grenze zwischen Zivilisation und Natur definieren. Doch trotz seiner Bedeutung war es das einzige Regierungsgebäude des Hauptstadtkomplexes aus Parlamentsgebäude, Justizpalast und Sekretariat, das nicht realisiert wurde." Ein sehr detailliertes Modell wurde von Aexander C. Gorlin gebaut und als analytische Defragmentierung im Jahr 1980 veröffentlicht.

## Skulpturen und Denkmäler
Die wohl wichtigste Skulptur des Komplexes ist die der Offenen Hand. Sie besteht aus einem Sockel, der über einen Stab mit der eigentlichen Hand verbunden ist. Die Offene Hand nimmt Bezug auf die uralte buddhistische Geste des Grußes, der Schutzgewährung und der Furchtlosigkeit (abhayamudra). Gleichzeitig kann sie auch als Friedenstaube verstanden werden. Die Skulptur wurde nach Le Corbusiers Plänen erst deutlich nach seinem Tod im Jahr 1985 fertiggestellt.
Etwa in der Mitte zwischen Parlamentsgebäude und Justizpalast auf dem großen Platz befindet sich außerdem das Monument der Märtyrer. Es umschließt einen Hof und besteht aus zwei Rampen (eine lange gerade, eine kurze verwinkelte). Es soll an die Opfer der Teilung des Staates 1947 erinnern.
Weitere Denkmäler des Komplexes sind der Schattenturm, und der Geometrische Hügel.

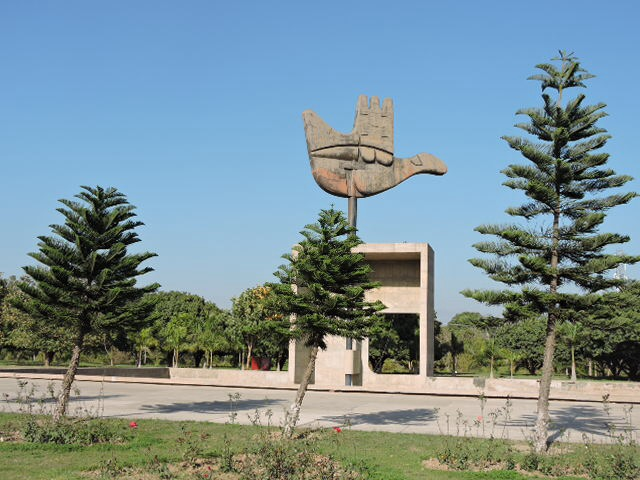
Skulptur Offene Hand

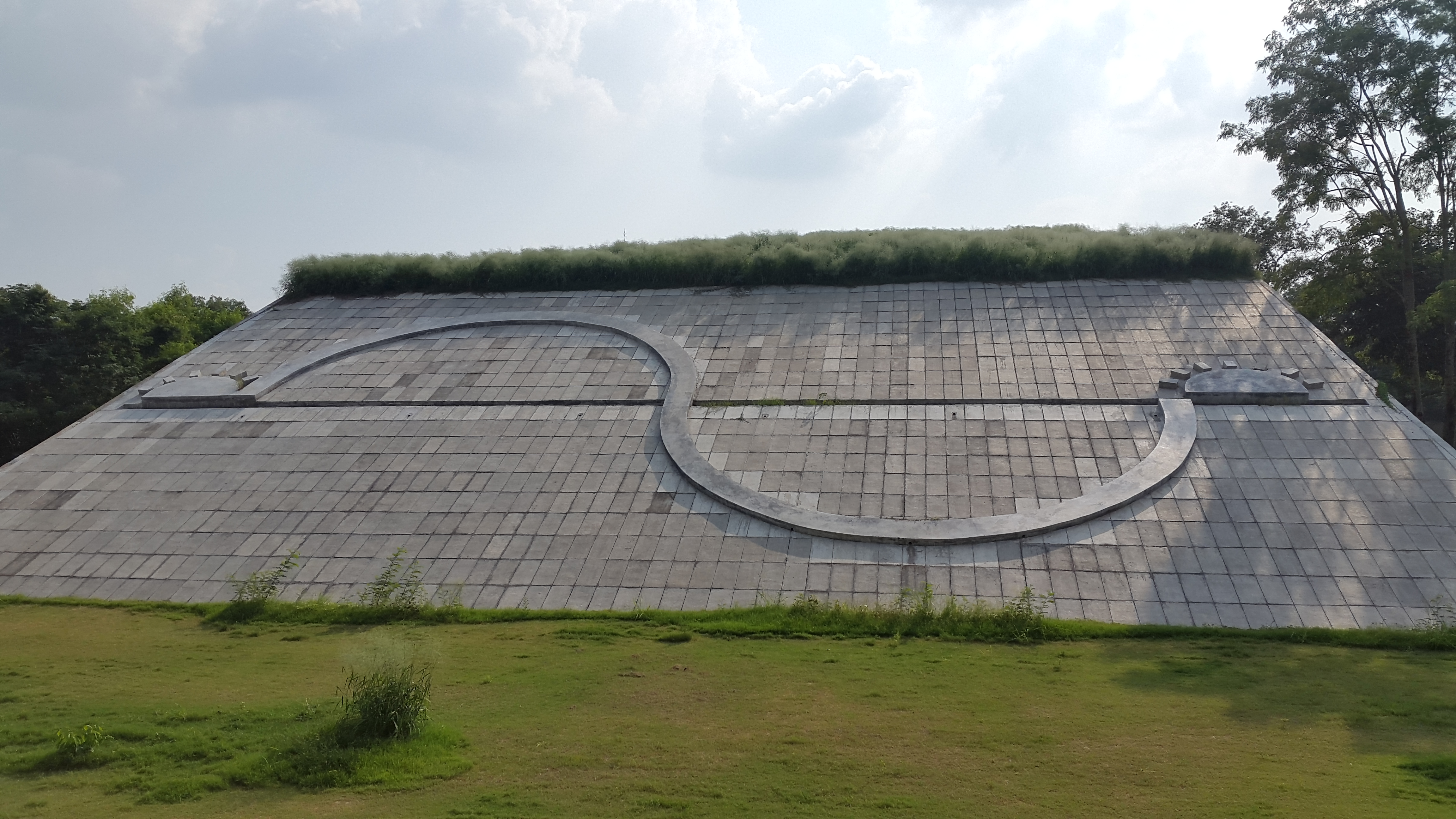
Geometrischer Hügel

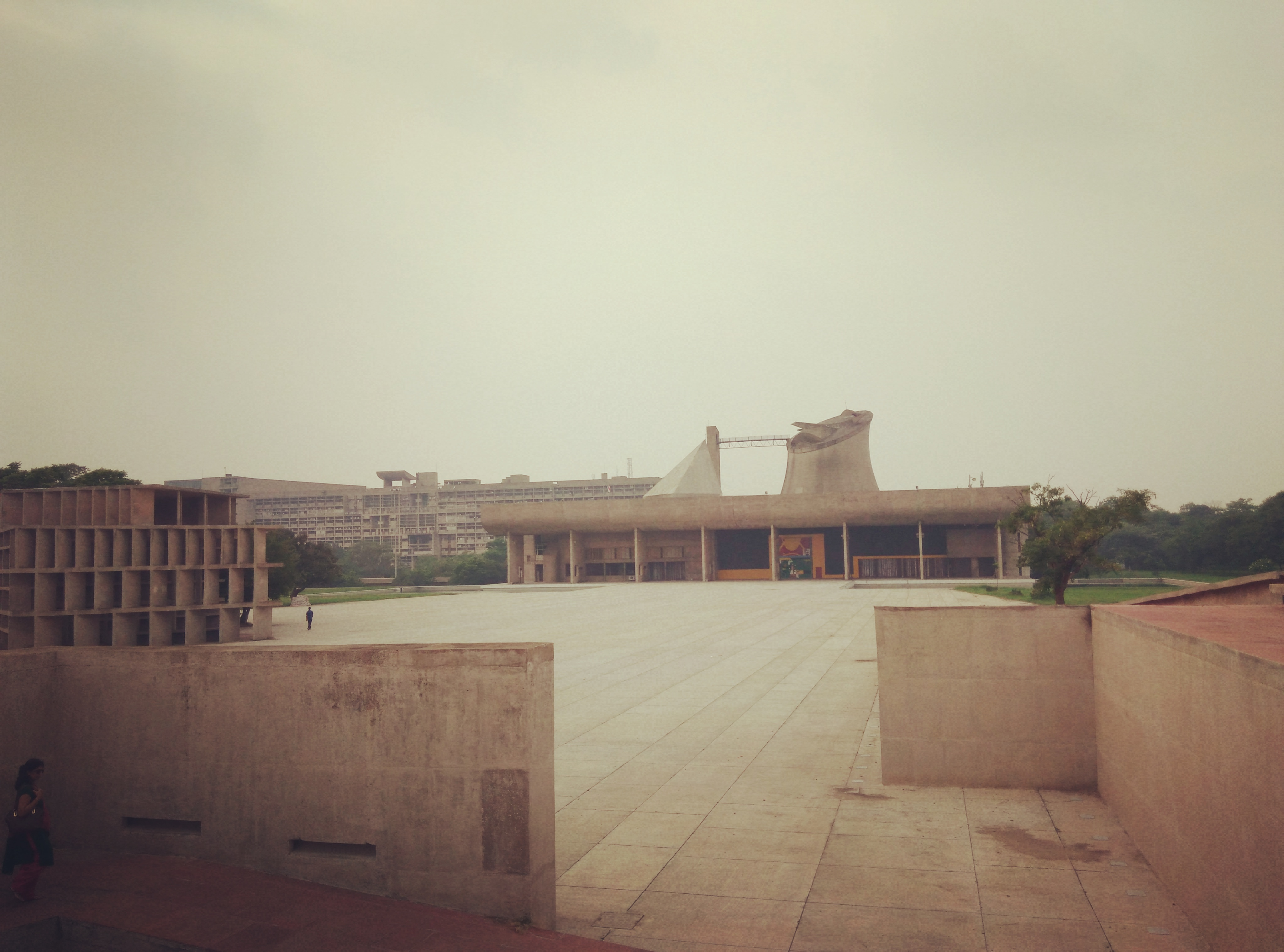
Schattenturm (Links), Parlamentsgebäude (Hintergrund), Märtyrerdenkmal (Vordergrund)